# Affaire Verein Klimaseniorinnen Schweiz et autres contre Suisse
Pour des articles plus généraux, voir Justice climatique et Justice climatique en Suisse.

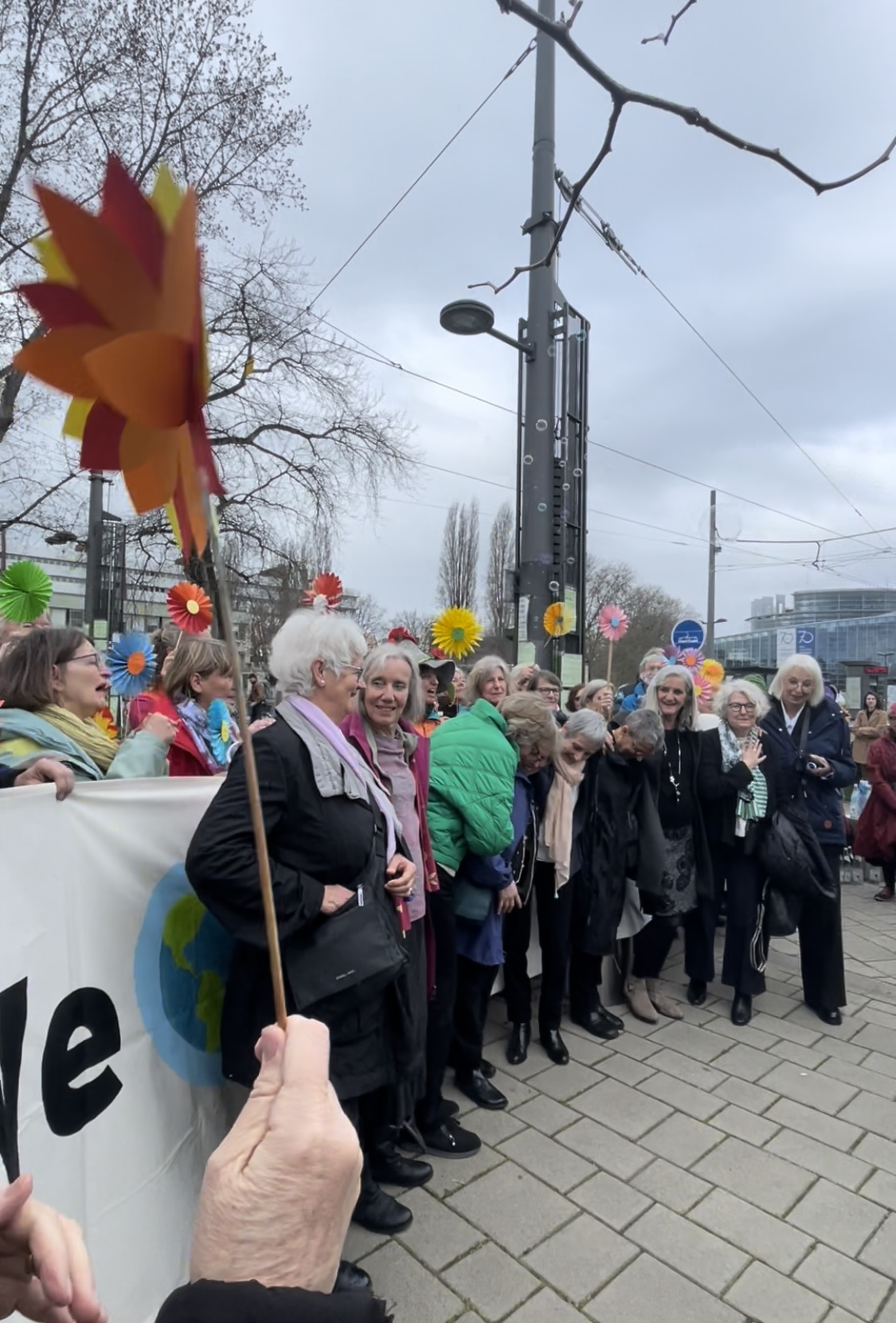
Les Aînées pour la protection du climat devant la Cour européenne des droits de l’homme (2023).

Verein Klimaseniorinnen Schweiz et autres contre Suisse est une décision rendue le 9 avril 2024 par la Cour européenne des droits de l'homme, à la suite d'une requête déposée par l'association Aînées pour la protection du climat Suisse, qui rassemble des retraitées suisses de plus de 64 ans visant notamment à faire valoir leur droit à la santé.   
La Cour a statué que la Suisse avait violé la Convention européenne des droits de l'homme en ne prenant pas des mesures suffisantes sur le plan climatique. Plus généralement, la Cour a jugé que la Convention consacrait un droit à une protection par les États contre les effets néfastes graves du changement climatique sur la vie, la santé et le bien-être.   

## Contexte
En 2012, l'avocat néerlandais Roger Cox lance l'idée d'une intervention judiciaire pour forcer l'action contre le changement climatique. En 2013, la Fondation Urgenda, avec 900 co-plaignants, intente un procès contre le gouvernement des Pays-Bas « pour ne pas avoir pris des mesures suffisantes pour réduire les émissions de gaz à effet de serre qui sont à l'origine de changements climatiques dangereux ».
Le 24 juin 2015, le tribunal de district de La Haye statue que le gouvernement des Pays-Bas devait faire davantage pour réduire les émissions de gaz à effet de serre afin de protéger ses citoyens des changements climatiques. Cette décision est décrite comme un « jugement établissant un précédent » et comme « le premier procès en responsabilité climatique » au monde.

## Association

### Organisation
L’association Aînées pour la protection du climat Suisse, aussi désignée sous le nom d'« Aînées pour le climat suisse  », est fondée le 23 août 2016.   
C'est notamment la difficulté de mener des recours collectifs en Suisse qui conduit à la création d'une association regroupant des personnes vulnérables au réchauffement climatique,, plus précisément des femmes de plus de 64 ans issues de trois communautés linguistiques suisses. Son objectif est la protection des droits fondamentaux, en particulier le droit à la vie, et la préservation des ressources vitales pour toutes les générations. En 2024, elle annonce compter plus de 2 500 membres et 1 200 sympathisants.  
Elle s'est inspirée de l'action de la Fondation Urgenda aux Pays-Bas et sa victoire le 24 juin 2015 devant le tribunal de première instance de La Haye. Les Aînées pour le climat sont accompagnées par une équipe juridique comprenant Cordelia Bähr, Martin Looser et Raphaël Mahaim, elle-même soutenue par les avocats britanniques Jessica Simor et Marc Willers depuis novembre 2022. 

#### Présidence et membres connus
L'association est coprésidée par Rosmarie Wydler-Wälti et l'ancienne conseillère nationale Anne Mahrer, écologiste et militante de longue date pour le droit des femmes. L'ancienne conseillère nationale Pia Hollenstein est l'une de ses cofondatrices et membre de son comité.
Elle compte notamment parmi ses membres les historiennes Elisabeth Joris et Heidi Witzig (de) et l'ancienne conseillère nationale Christiane Brunner.

### Actions en justice
L'association a été fondée en tant qu'association de personnes concernées dans le but spécifique d'un procès climatique. Elle réclame en effet « un examen judiciaire indépendant de la politique climatique ». Les Aînées pour le climat appellent la Suisse à remplir son devoir de protection et à poursuivre un objectif climatique qui réponde à l’exigence de prévenir des perturbations dangereuses du système climatique. Elles exigent également un ensemble plus complet de mesures adaptées à cet objectif et une meilleure mise en œuvre des mesures déjà adoptées. 
Elles sont soutenues sur les plans opérationnel (notamment pour la communication) et financier (près de 120 000 francs suisses) par Greenpeace tout au long de la procédure.

## Historique

### Procédure en Suisse
Le 25 octobre 2016, les Aînées pour le climat présentent leur requête au public à Berne. Elles déposent une requête « en cessation des actes illicites par omission en matière de protection du climat » auprès du Département fédéral de l'environnement, des transports, de l'énergie et de la communication. Outre l'association, qui est requérante principale en représentation de ses 539 membres (au jour du dépôt de la requête), dont une majorité de femmes qui ont alors 75 ans ou plus,  quatre femmes souffrant de sévères problèmes de santé causés ou aggravés par les vagues de chaleur s'y joignent à titre individuel. Le 26 avril 2017, le département décide de ne pas donner suite.   
Les Aînées pour le climat font ensuite recours devant le Tribunal administratif fédéral le 26 mai 2017. La plainte est rejetée le 7 décembre 2018, le tribunal estimant que les personnes âgées ne sont pas plus touchées que les autres par le réchauffement climatique ou par ce qu'elles considèrent comme des mesures de protection du climat insuffisantes en Suisse.  
Le 21 janvier 2019, une délégation des Aînées pour le climat Suisse dépose plainte auprès du Tribunal fédéral à Lausanne. Le 5 mai 2020, celui-ci rejette la plainte au motif que les droits fondamentaux des plaignantes à la vie et au respect de la vie privée et familiale n'étaient pas affectés à ce stade. 

### Recours auprès de la Cour européenne des droits de l'homme

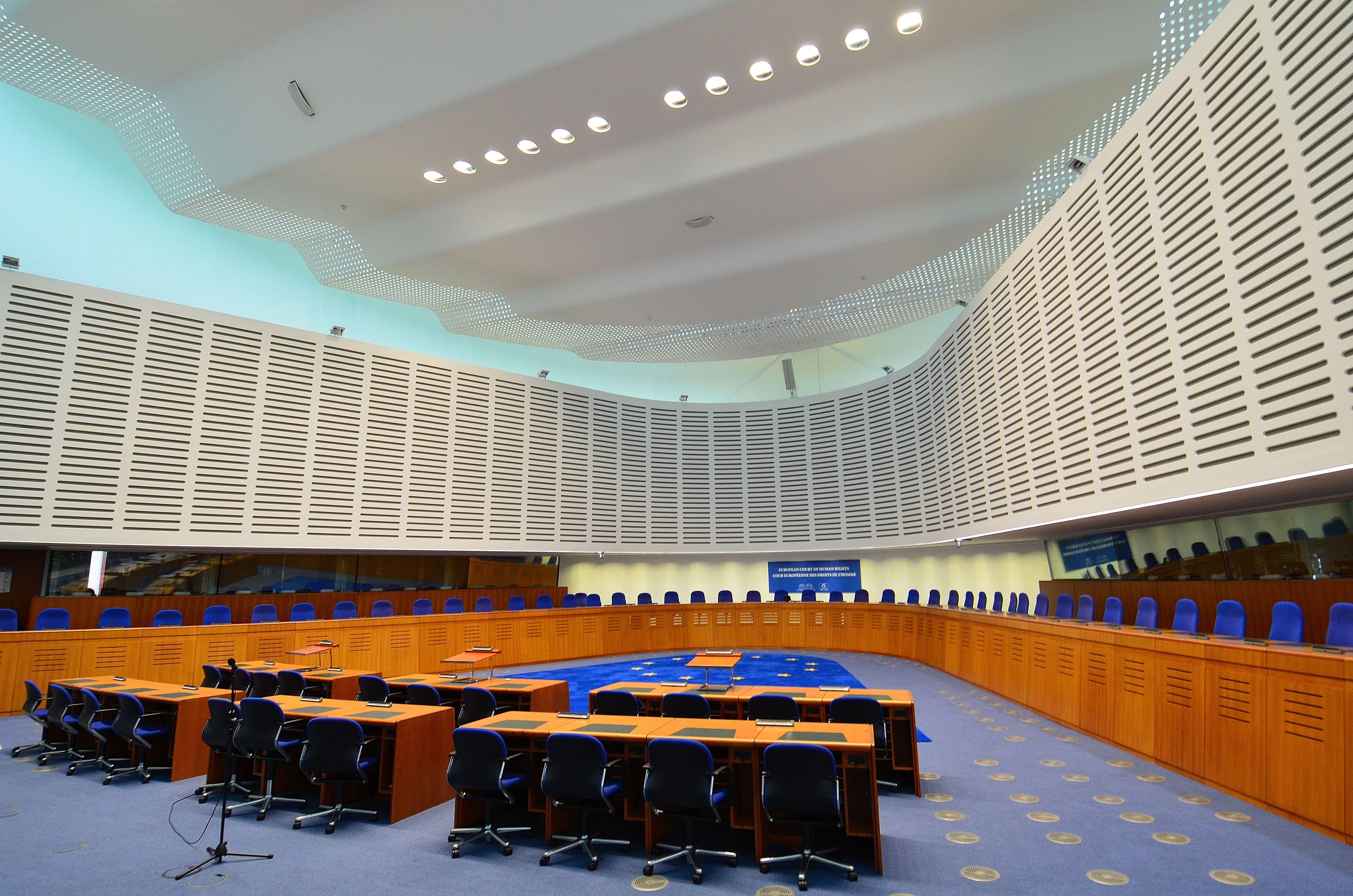
La Cour européenne des droits de l'homme juge que les États doivent mettre en œuvre les législations visant à limiter les effets néfastes graves du dérèglement climatique sur la santé.

Le 27 octobre 2020, les Aînées pour le climat annoncent recourir devant la Cour européenne des droits de l'homme à Strasbourg. La requête est déposée le 1er décembre 2020 ; le 29 avril 2022, la Cour l'assigne à la Grande Chambre la qualifiant de particulièrement importante et urgente. Les plaignantes estiment que leur droit à la vie selon la Convention européenne des droits de l'homme (article 2 CEDH) et leur droit à la vie privée (article 8 CEDH) sont violés. 
L'audience publique a lieu à Strasbourg le 29 mars 2023 avec une large couverture médiatique nationale et internationale,,. Durant cette audience, deux visions radicalement différentes se sont affrontées. Les deux représentants du gouvernement suisse, Alain Chablais, de l’Office fédéral de la justice, et Franz Perrez, l’ambassadeur suisse pour l’environnement, évoquent un procès d’intention. Alain Chablais énumère les actions prises par les autorités helvétiques pour lutter contre le changement climatique et argue que la Cour n’est pas le lieu où se décident les politiques nationales du climat. Il conteste aussi le statut de victimes des femmes seniors car d’autres personnes sont vulnérables face au réchauffement climatique, comme les femmes enceintes ou les enfants en bas âge. Il estime que la convention ne prévoit pas une garantie de protection générale et que les requérantes n’ont pas démontré de lien de causalité entre l’inaction de la Suisse et les atteintes à leur santé. L’avocate britannique des Aînées pour le climat, Jessica Simor, considère ces arguments comme irrecevables, car selon elle, la chaleur tue les femmes de plus de 65 ans, et rappelle que le réchauffement climatique en Suisse est plus élevé que la moyenne mondiale, avec 2,1°C au lieu de l’objectif de 1,5°C préconisé par les experts. Pour l’avocate, la Cour se doit de traiter cette problématique car le monde n’a jamais connu une menace d’une telle ampleur pour les droits humains. Son confrère Mark Willers pointe du doigt les manquements des autorités helvétiques, et estime que la Suisse n’a aucune excuse, car si un pays aussi riche ne fait pas sa part, il y a peu d'espoir que d’autres réussissent à répondre à ce défi.      
L'arrêt du 9 avril 2024, de presque 300 pages, constate que la Suisse a violé le droit au respect de la vie privée et familiale ainsi que le droit à un procès équitable garanti par la Convention européenne des droits de l'homme,. Il a été obtenu par une majorité de 16 voix contre une. Son jugement déclare notamment qu'il y a eu violation de l'article 8 (droit au respect de la vie privée et familiale) de la Convention européenne des droits de l'homme et, à l'unanimité, violation de l'article 6 relatif à l'accès à un tribunal. À l'unanimité des 17 juges, la Cour a également reconnu une violation de l'article 6 relatif à l'accès à un tribunal,.
C'est la première fois que la CourEDH condamne un État pour son manque d'initiatives pour lutter contre le changement climatique, En outre, cette décision à une portée contraignante qui devrait faire jurisprudence dans les 46 États membres du Conseil de l'Europe. Le prononcé a été rendu par la présidente de la Cour européenne des droits de l'homme Síofra O'Leary.

## Conséquences
Le 12 juin 2024, le Conseil national adopte une déclaration constatant que la CourEDH « outrepasse les limites du développement du droit par une juridiction internationale » et lui demandant de « respecter les processus démocratiques des États parties »,.
En mars 2025, le comité des ministres du Conseil de l’Europe reconnaît des progrès du Conseil fédéral suisse, suite à sa condamnation pour inaction climatique par la Cour européenne des droits de l’homme, notamment l'entrée en vigueur de la révision de la loi fédérale sur la réduction des émissions de CO2. Il examinera à nouveau le dossier en septembre 2025 pour obtenir des éléments supplémentaires, en particulier que la stratégie climatique est compatible avec un budget carbone.

### Bases légales
- Convention européenne des droits de l'homme (lire en ligne)
- Accord de Paris sur le climat (lire en ligne)